# Liste des intendants de la généralité de Bourges
La Généralité de Bourges est la circonscription des intendants du Berry, leur siège est Bourges.
Les intendants de police, justice et finances sont créés en 1635 par un édit de Louis XIII, à la demande de Richelieu pour mieux contrôler l'administration locale.

## Liste des intendants de la généralité de Bourges
| Date                  | Nom |
| --------------------- | --- |
| 1642 - 1647           | Jacques Barrin (1614-1683) marquis de La Galissonnière conseiller au parlement de Metz en 1633, avocat général au Grand Conseil en 1634, maître des requêtes le 31 octobre 1639, intendant de Bourges (1642-1647), intendant à Orléans (1664-1665) avant d'être nommé intendant de Rouen, conseiller d'État en 1672 |
| 1656                  | Jacques Jubert (1616-1656) seigneur de Bouville et de Saint-Martin-aux-Buneaux conseiller au parlement de Normandie (1637), puis maître des requêtes (1641), conseiller d'Etat en 1647, nommé intendant du Berry en 1656. |
| 6 octobre 1658 - 1661 | Bernard de Fortia IV (1624-1694) seigneur du Plessis-Cléreau, du Plessis-Fromentières conseiller au parlement de Rouen en 1642, maître des Requêtes le 7 juin 1649, intendant de Poitiers et intendant de La Rochelle (1653-1658), intendant à Orléans et intendant à Bourges jusqu'en 1661, intendant de Riom (1664-1669) puis commissaire de la chambre ardente de l'Arsenal en 1679 |
| 1661 - 1665           | Auguste-Robert de Pomereu (ou Pommereu) (1630-1702) seigneur de la Bretesche, Saint-Nom et Vauxmartin, baron de Riceys intendant en Auvergne (1663-1664), à Bourges en même temps qu'il est intendant de Moulins, prévôt des marchands de Paris en 1676, intendant en Bretagne (1689-1692) |
| 1665 - 1668           | Henri Lambert d'Herbigny (1623-1700) seigneur d'Herbigny, marquis de Thibouville père de Henri François Lambert d'Herbigny (mort le 29 juillet 1704) qui a suivi la même carrière et l'a remplacé plusieurs fois comme intendant après 1690 Il a été ensuite intendant en Dauphiné, en 1679, intendant à Montauban, en 1691, nommé intendant à Lyon, en 1694, et intendant à Rouen, la même année . |
| août 1668 - mars 1674 | Charles Tubeuf (1634-3 septembre 1680) baron de Blanzat conseiller au parlement de Paris en 1654, maître des Requêtes le 18 septembre 1661, intendant du Languedoc à Toulouse et Montpellier (1665-1668) conjointement avec Claude Bazin de Bezons, intendant à Moulins et à Bourges (1668-1674), puis intendant à Tours (1674-1680). Il meurt à Tours, le 3 septembre 1680 |
| mars 1674 - août 1674 | Antoine Louis Jules de Malon de Bercy sieur de Bercy |
| août 1674 - 1682      | Mathias Poncet de La Rivière ( -20 août 1693) comte d'Ablis, seigneur de la Rivière et de Boussinghen, baron de Presle. Frère de Michel Poncet de la Rivière, évêque d'Uzès, père de Michel Poncet de la Rivière, évêque d'Angers conseiller au parlement de Paris le 30 août 1658, conseiller du roi en ses conseils d'État et privé, maître des requêtes ordinaire de son Hôtel en mars 1665, intendant de justice, police, finances et des troupes dans la Haute et Basse Alsace, pays du Suntgau, Brisgau, et terres adjacentes (1670-1673), puis intendant à Metz (juillet 1673-1674), intendant du Berry, il est nommé président du Grand Conseil le 11 septembre 1676.Il termine intendant à Limoges en 1683 |
| octobre 1682 - 1702   | Louis François DeY de Séraucourt (ou Louis François d'Y) (1645-10 juin 1744) puis premier commis de la Maison du roi |
| 1702 - 1706           | Nicolas-Etienne Roujault de Villemain maître des requêtes puis intendant de Hainaut (1706-1709) et intendant à Poitiers (1709-1713) et intendant en Normandie |
| 1706 - 1709           | Guy Carré seigneur de Montgeron maître des requetes puis intendant à Limoges (1709-1711) |
| 1709 - 1715           | Étienne-Hyacinthe-Antoine Foullé (1er septembre 1678-avril 1736) marquis de Martangis, petit-fils d'Étienne Foullé, intendant à Montauban, intendant en Languedoc, intendant à Limoges et Moulins, intendant des finances (1649-1658), fils de Hyacinthe-Guillaume Foullé, ambassadeur au Danemark avocat général aux requêtes de l'Hôtel, maître des requêtes le 14 janvier 1701, nommé intendant de Berry en juin 1708, puis intendant à Alençon (1715-1718) |
| 1716 - 1720           | Marc-Antoine Turgot de Saint-Clair (16 décembre 1668-3 mars 1748) seigneur de Saint Clair, fils d’Antoine Turgot de Saint Clair (1625-1713) qui avait été nommé en 1671 intendant à Limoges conseiller au Grand Conseil en 1692, maître des requêtes en 1703, intendant à Riom (1707-1714), intendant à Moulins (1714-1720) avec l'intendance de Bourges à partir de 1716, puis intendant à Soissons (1720-1722), maître des requêtes honoraire |
| 1720 - 1728           | Jacques Barberie de Courteille ( -17 avril 1731) marquis de Courteille, père de Jacques-Dominique Barberie de Courteille (1696-1767) ambassadeur en Suisse (1738-1749) maître des requêtes, auparavant intendant d'Alençon |
| 1728 - 1767           | Denis Dodart (1698-1er octobre 1775) petit-fils de Denis Dodart (1634-1707)et fils de Claude-Jean-Baptiste Dodart (1664-1730), premiers médecins de Louis XIV et Louis XV reçu conseiller au parlement de Paris le 30 janvier 1722, maître des requêtes de l'Hôtel du roi la même année, conseiller d'État |
| 1767 - 1776           | Nicolas Dupré de Saint-Maur (5 août 1732-21 décembre 1791) maître des requêtes, il est l'adjoint de Denis Dodart en 1767 avant de devenir intendant à Bourges, puis intendant de Guyenne |
| 1776 - 1779           | Charles-Henri de Feydeau (25 août 1754-10 décembre 1802) marquis de Brou et de Dampierre-en-Burly, comte de Gien, maître des requêtes (1775), intendant du Berry (1776-1779), de Bourgogne (1781-1783) puis à Caen (1783-1787), directeur général adjoint des Economats, conseiller d'Etat, président de la Cour des aides (1798). Fils d'Antoine-Paul-Joseph Feydeau (1731-1762), marquis de Brou, intendant à Rouen, et petit-fils de Paul Esprit Feydeau de Brou, garde des sceaux de France (1762-1763). |
| 1780 - 1790           | Jean-Baptiste-Claude Dufour de Villeneuve (1737-13 novembre 1797) |